# Pterostichus vandykei
Pterostichus vandykei är en skalbaggsart som beskrevs av Schaeffer. Pterostichus vandykei ingår i släktet Pterostichus och familjen jordlöpare. Inga underarter finns listade i Catalogue of Life.